# آشاو ام این
آشاو ام این (به آلمانی: Aschau am Inn) یک شهر در آلمان است که در بایرن واقع شده‌است.

## خصوصیات
آشاو ام این ۲۰٫۷۹ کیلومترمربع مساحت دارد ۴۵۷ متر بالاتر از سطح دریا واقع شده‌است.